# Diproctacanthus
Diproctacanthus  es un género de peces de la familia de los Labridae y del orden de los Perciformes.

## Especies
- Diproctacanthus xanthurus (Bleeker, 1856)[2]